# ズルツバッハ・アム・マイン
ズルツバッハ・アム・マイン (ドイツ語: Sulzbach am Main、公式の表記は Sulzbach a.Main) はドイツ連邦共和国バイエルン州ミルテンベルク郡に属す市場町。

## 地理

### 位置
シュペッサルトの西端にあたり、マイン川とズルツバッハ川に面している。アシャッフェンブルクから南に7kmの位置にある。

### 自治体の構成
この町は、公式には3つの地区 (Ort) からなる。いずれも小集落や孤立農場ではなく集落を形成している。
- ズルツバッハ
- ゾーデン（かつてはバート・ゾーデンタールとも称した）
- ドルナウ

## 歴史
新石器時代の出土品からズルツバッハ渓谷には、紀元前3500年にはすでに人が定住していたことが判る。ゾーデン地区とエーバースバッハ（ライダースバッハの地区）の間にある城山の環状壁（アルテンブルク）は、ローマ時代（紀元2世紀）には避難用城塞として用いられていたもので、中世初期には城壁として利用された。
ローマ時代には、マイン川対岸のオーデンヴァルトに築かれたリーメスと川自体がローマ帝国とゲルマンの国境であった。その後、カッテン族、アラマン族、ブルグント族、フランク族がズルツバッハ渓谷に定住した。おそらくカール・マルテルの時代（714年 - 741年）にズルツバッハの村域に、後の三十年戦争で滅ぼされたルーヒェルンハイムの村落が築かれた。カロリング朝にはズルツバッハ川やライダースバッハ川沿いに、ズルツバッハ、エーバースバッハ、ライダースバッハ、ロースバッハといった集落が形成されていった。現在のゾーデン地区もカロリング朝後期に建設されたと推定されている。
ズルツバッハとゾーデンは、アシャッフェンブルクの聖ペーター・アレクサンダー教会参事会の下部組織にあたるルーヒェルンハイム司祭区の管轄下にあった。ズルツバッハの最初の文献記録はローマ教皇ルキウス3世（1181年 - 1185年）の文書で、curtem in Sulzibah（ズルツバッハの農場）をアシャッフェンブルクの教会財産として挙げている。
13世紀中頃からズルツバッハは Centena Ascaffinburg、すなわちツェント・アシャッフェンブルクに属し（ツェントは当時の行政区分）、15世紀にはツェント・フォルム・シュペッサルトに移管された。1803年の帝国代表者会議主要決議までズルツバッハはマインツ大司教領に属し、その後新しく創設されたアシャッフェンブルク侯領となり、1810年から1813年まではフランケン大公領に編入された。この侯領はナポレオン戦争終結後の1814年のウィーン会議によってヴュルツブルク大公領とともにバイエルン王国の一部となり、これ以後バイエルンに属している。
シュペッサルト地方の他の村と同じく、マインツの相続によって耕地が分断されていたことが18世紀から19世紀にかけてのズルツバッハの経済的生活環境悪化の原因となった。アシャッフェンブルクに工業が興り、1876年にアシャッフェンブルク - ミルテンベルク間の鉄道が開通してはじめて状況は改善されていった。
独立した自治体であったドルナウとゾーデンが1971年および1972年の7月1日にそれぞれ合併し、1973年5月15日に市場町に昇格した。

## 経済と社会資本

### ライター製造
ズルツバッハは、特にライター製造で知られていた。かつてヨーロッパ最大のライター・メーカーであった Ibelo社はズルツバッハに工場を持ち、300人を超える従業員がいた。現在この工場は廃墟となっている。
元の所有者であるユダヤ人がイギリスに渡ってやはりライターの会社（コリブリ・ライター）を興した後、この会社はヘルマン・ツァーンによって再興された。この会社は拡大し、従業員も増えていった。しかし日本製の安価なライターによって1985年に倒産し、新しい所有者にこの会社を売却した。徐々に生産を回復していったが、外国の販売会社との競合でやはり倒産し、2000年に残っていた従業員を解雇した。その後北ドイツの会社が在庫品を世界中で販売した。

### 繊維会社
ズルツバッハの住民の多くは繊維関連企業で働いていた。一般的に見てこの分野で現在も生き残っている企業はわずかである。

### その他の工業
飲料メーカーのゾーデンターラーは1950年に創業された。1999年からはコカ・コーラ・グループ傘下に入り、現在もズルツバッハのゾーデン地区で生産を行っている。
ズルツバッハのメーベル・ケンプ（家具販売）は小企業から全国的に有名な家具販売企業に躍進した。しかしヘッセンへの交通が不便なことから経営陣はアシャッフェンブルクへの移転を決めた。現在は子会社が工業地区で家具と日用品の小売業を栄養している。

## 行政

### 首長
2018年3月4日にズルツバッハの住民は新しい町長を選出した。キリスト教社会同盟の候補者マルティン・シュトックが 86.09 % の票を獲得して当選した。

### 議会
ズルツバッハ・アム・マインの町議会は町長を除いて20人の議員からなる。

### 紋章
ズルツバッハの紋章は、赤地に、斜めに交差する塩採掘用の鋤が描かれている。これはズルツバッハ（直訳すると「塩の川」）やゾーデン（「製塩所」）の地名の由来にもなった歴史的な塩の生産を表現している。向かって左側のマインツの輪は1803年まで領主であったマインツ大司教を表し、向かって右側の図形化されたユリはマインツ選帝侯に仕える貴族家ズルツバッハ家の紋章に由来する。中央上部の、3つの赤い三角図形がある小盾は12世紀から15世紀までズルツバッハの荘園領主であったエップシュタイン家の紋章である。

### 姉妹都市
- Urrugne（フランス、ピレネー＝アトランティック県）

## スポーツ
マウンテンバイク 

マウンテンバイク・クラブ26ツォル・ズルツバッハe.V.は1993年に創設された。毎月公開ツーリングや年に1度申し込み制のMTBクロスカントリーツアーを開催している。
ハンドボール 

ライン＝マイン・ビーネン（以前はHSGズルツバッハ／ライダースバッハという名称であった）は、この町初の女子ハンドボール・ブンデスリーガでプレイするチームである。このチームはわずか4年で連合リーグからブンデスリーガへの昇格を果たし、2007/08年のシーズンからこのリーグでプレイしている。この他に2つの男子ハンドボールチーム、別の女子ハンドボールチーム、およびいくつかのジュニアチームがある。
サッカー 

2つのサッカー・クラブチーム、SVズルツバッハとTSVゾーデンがある。
サイクルフィギュア
この町にあるもう一つの全国的に有名なクラブがサイクルフィギュアのRAアドラー・ゾーデンである。男子チーム、女子チームともにドイツ・チャンピオン、ヨーロッパ・チャンピオン、世界チャンピオンを輩出している。

## ギャラリー

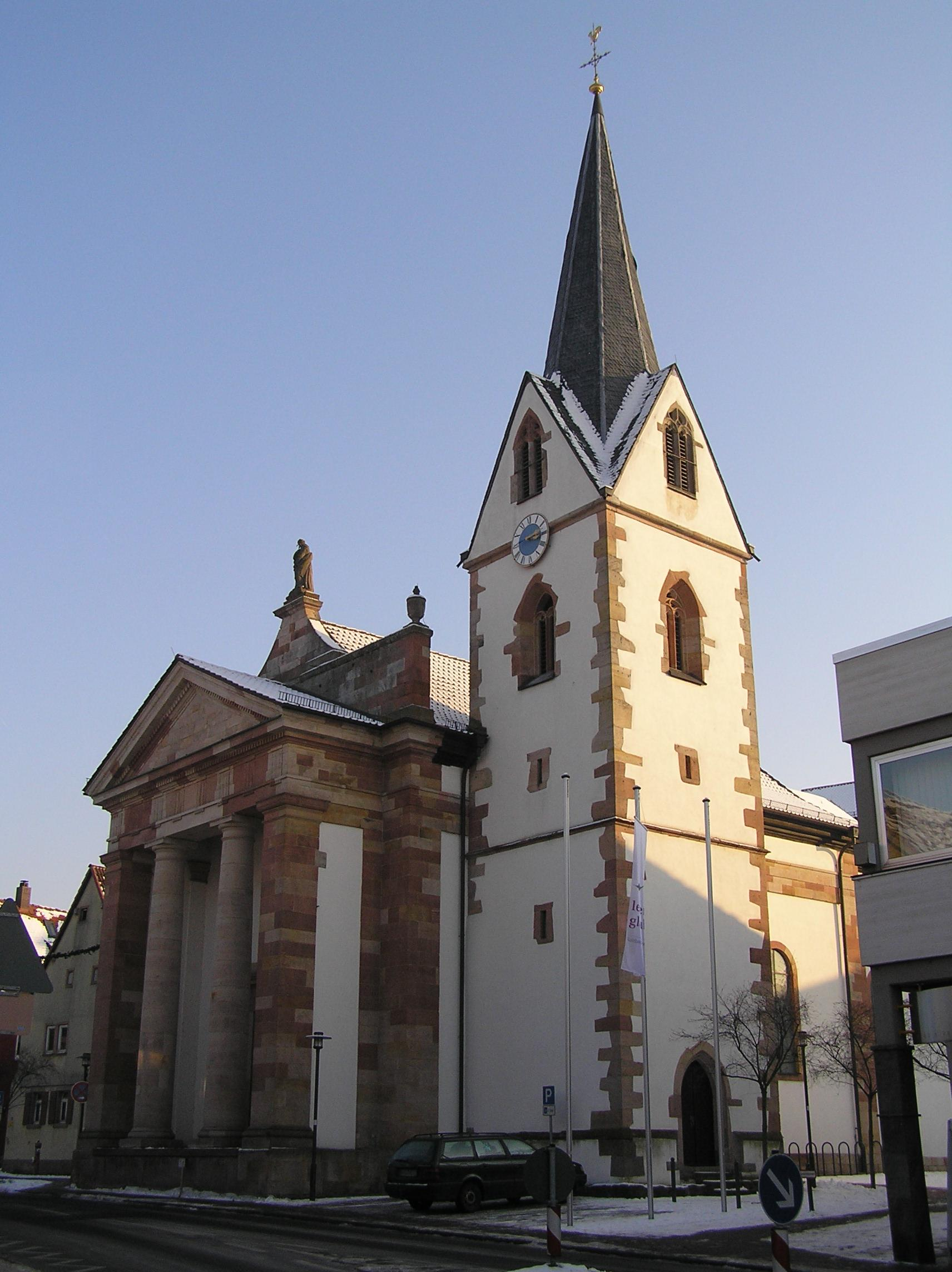
旧教区教会
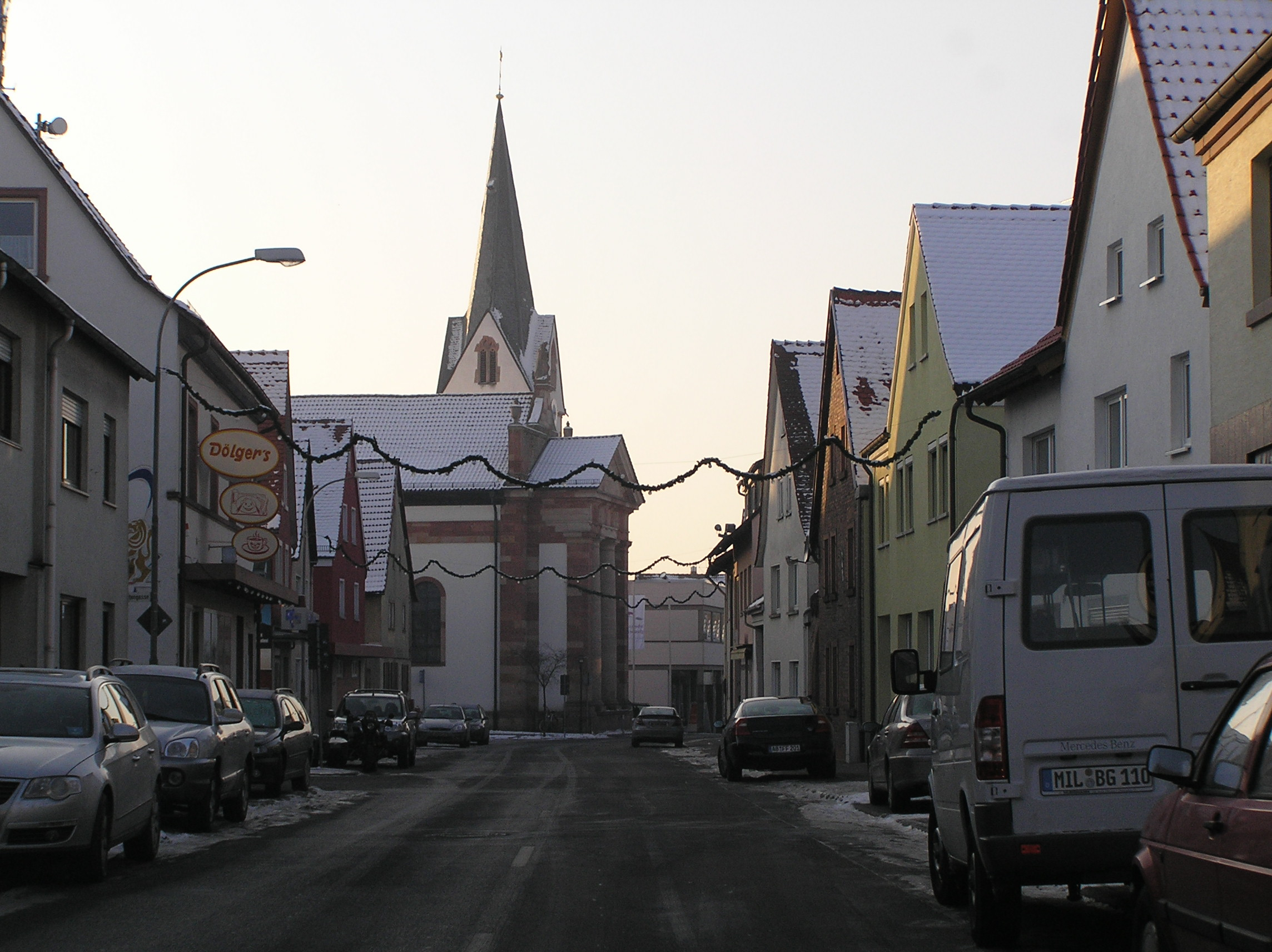
シュペッサルト通り
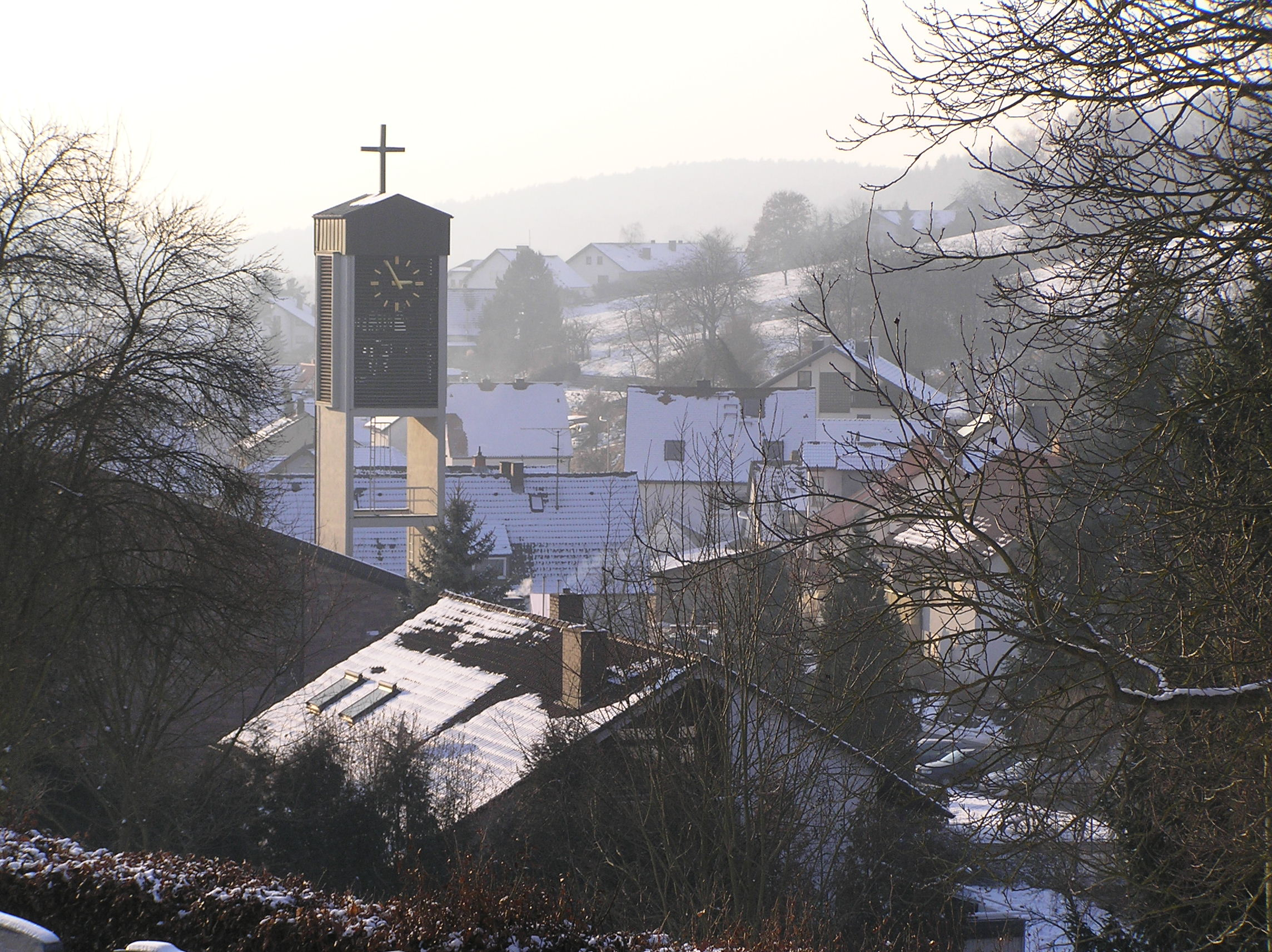
ゾーデンの教会
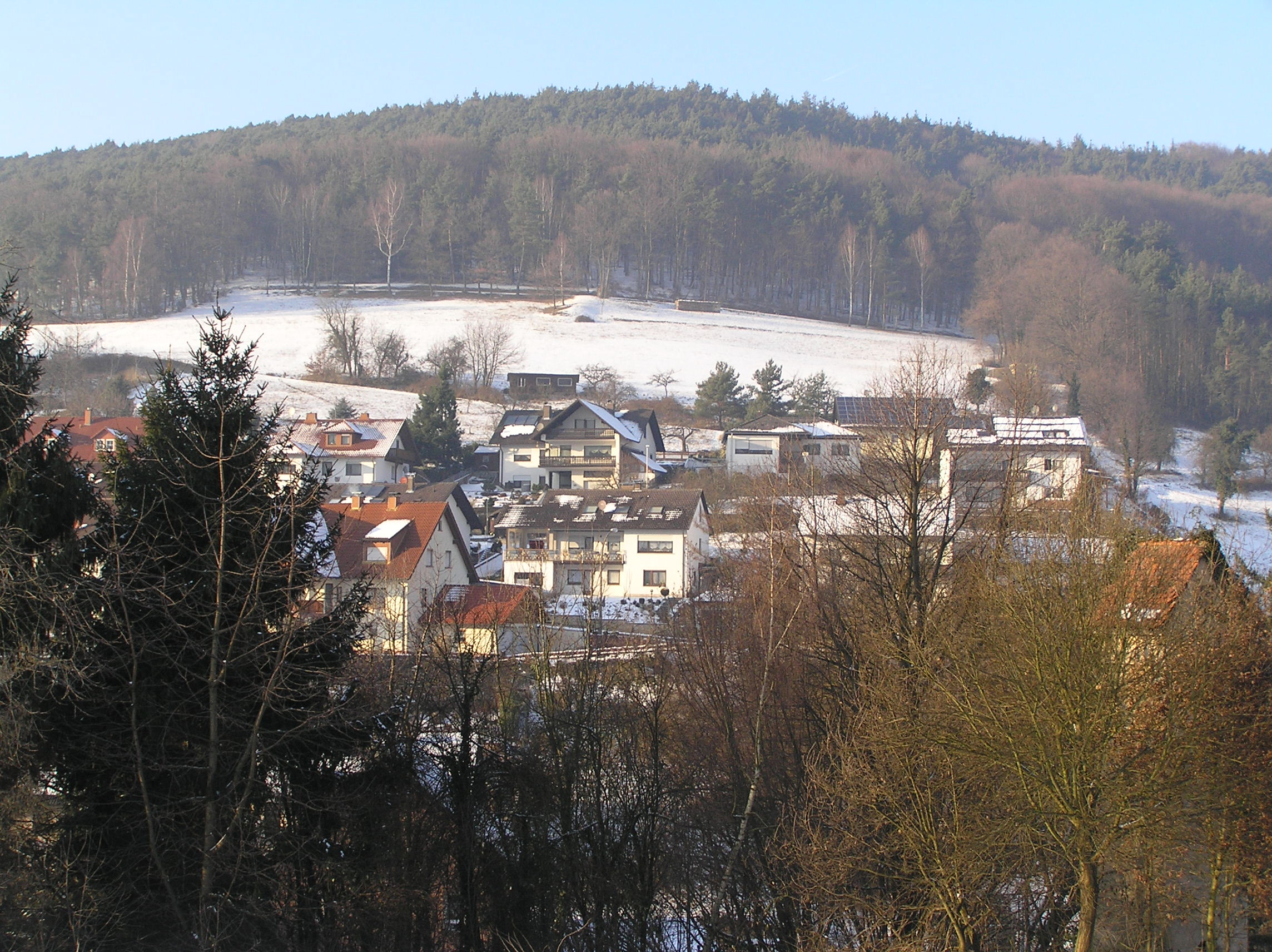
ゾーデン遠望

## 引用
1. ↑  https://www.statistikdaten.bayern.de/genesis/online?operation=result&code=12411-003r&leerzeilen=false&language=de Genesis-Online-Datenbank des Bayerischen Landesamtes für Statistik Tabelle 12411-003r Fortschreibung des Bevölkerungsstandes: Gemeinden, Stichtag (Einwohnerzahlen auf Grundlage des Zensus 2011)
2. ↑  Bayerische Landesbibliothek Online
3. ↑  “Ergebnis zur Bürgermeisterwahl 2018 am 04.03.2018 Markt Sulzbach a.Main”. 2018年6月15日閲覧。